# Zeta Cancri
Désignations
ζ Cnc AB : ζ1 Cnc, GC 11141, SAO 97645

- ζ Cnc A : HR 3208, HD 68257[4]
- ζ Cnc B : HR 3209, HD 68255[5]

Zeta Cancri (ζ Cnc) est un système stellaire multiple de la constellation du Cancer situé à environ 80 années-lumière du Soleil.

## Nomenclature
Tegmine est le Le nom propre aujourd'hui retenue pour l'étoile ζ1 Cancri A par l'Union astronomique internationale(UIA).. C'est en latin l’ablatif de tegmen, « coque, couverture » est né à la Renaissance du commentaire suivant fait à partir des Aratea d'Avienus (IVe siècle é. c. : ζ in testâ ultimâ, tegmine, Auieno, dans l’Uranometria de Johann Bayer (1603). Relevé par Richard Hinckley Allen (1899), il s’est répandue dans les catalogues du XXe siècle avant d’être retenu par l'UAI.

## Propriétés
Il se compose de cinq étoiles. Les composants A et B sont des étoiles de la séquence principale de classe spectrale F et en orbite avec une période d'environ 60 ans. Le composant A a une magnitude apparente de 5,7. La composante Ca est une étoile de classe spectrale G et la composante Cb est probablement constituée de deux étoiles de classe M. Ca et Cb gravitent autour de A et B en 1 115 ans, à une distance moyenne de 197 ua.
Il existe d'autres étoiles recensées dans les catalogues d'étoiles doubles et multiples, et désignées Zeta Cancri D, E, F, et G, mais ce ne sont que des doubles purement optiques.
La nature binaire de ζ Cancri a été démontrée en 1756 par Tobias Mayer et en 1783 William Herschel annonçait le système comme triple.